# NGC 1891
NGC 1891 est un groupe d'étoiles situé dans la constellation de la Colombe. 
L'astronome britannique John Herschel a enregistré la position de ce groupe d'étoiles le 26 décembre 1835.